# Parque nacional del Toubkal

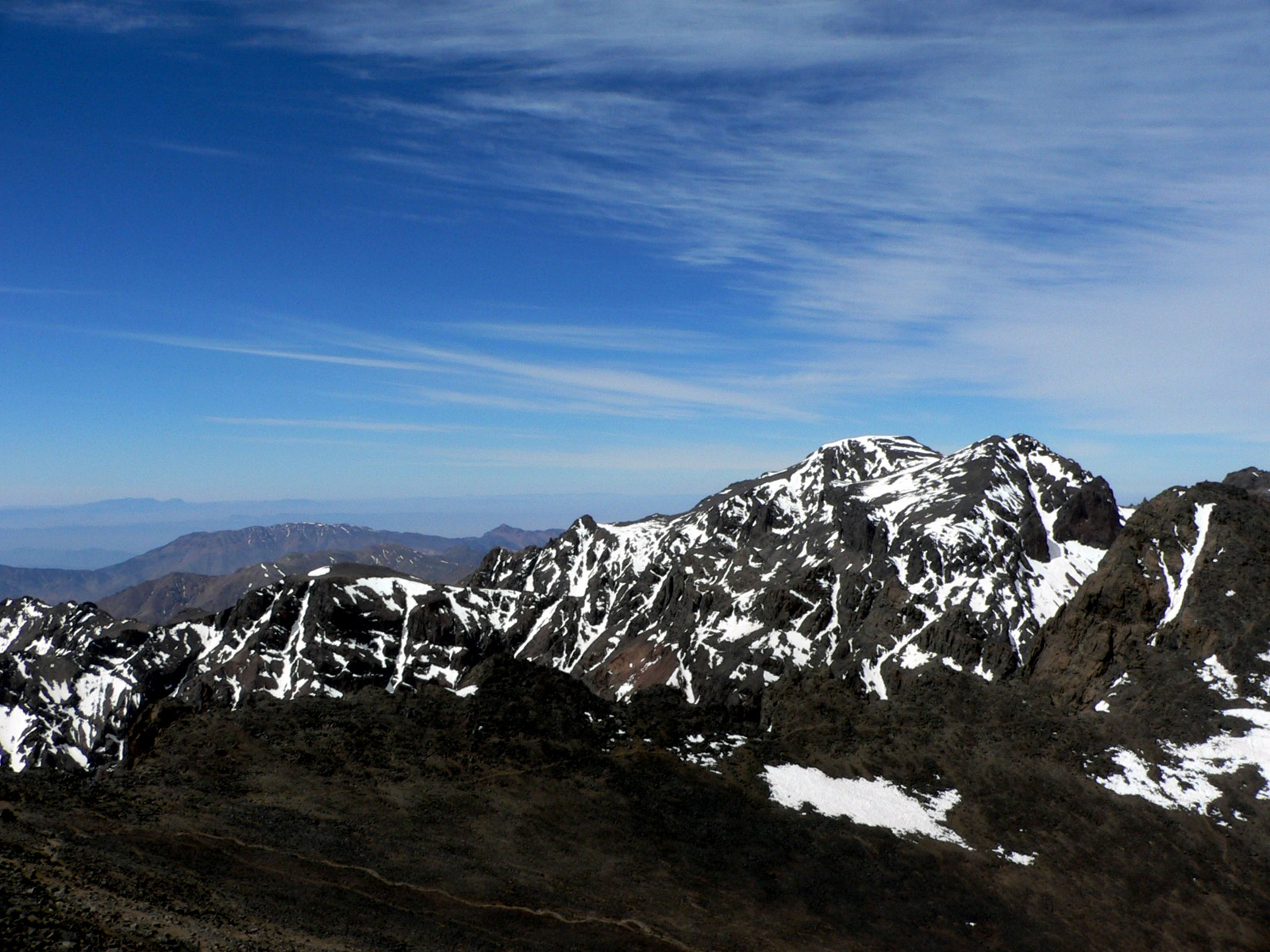
Yabal Tubqal o monte Tubqal.

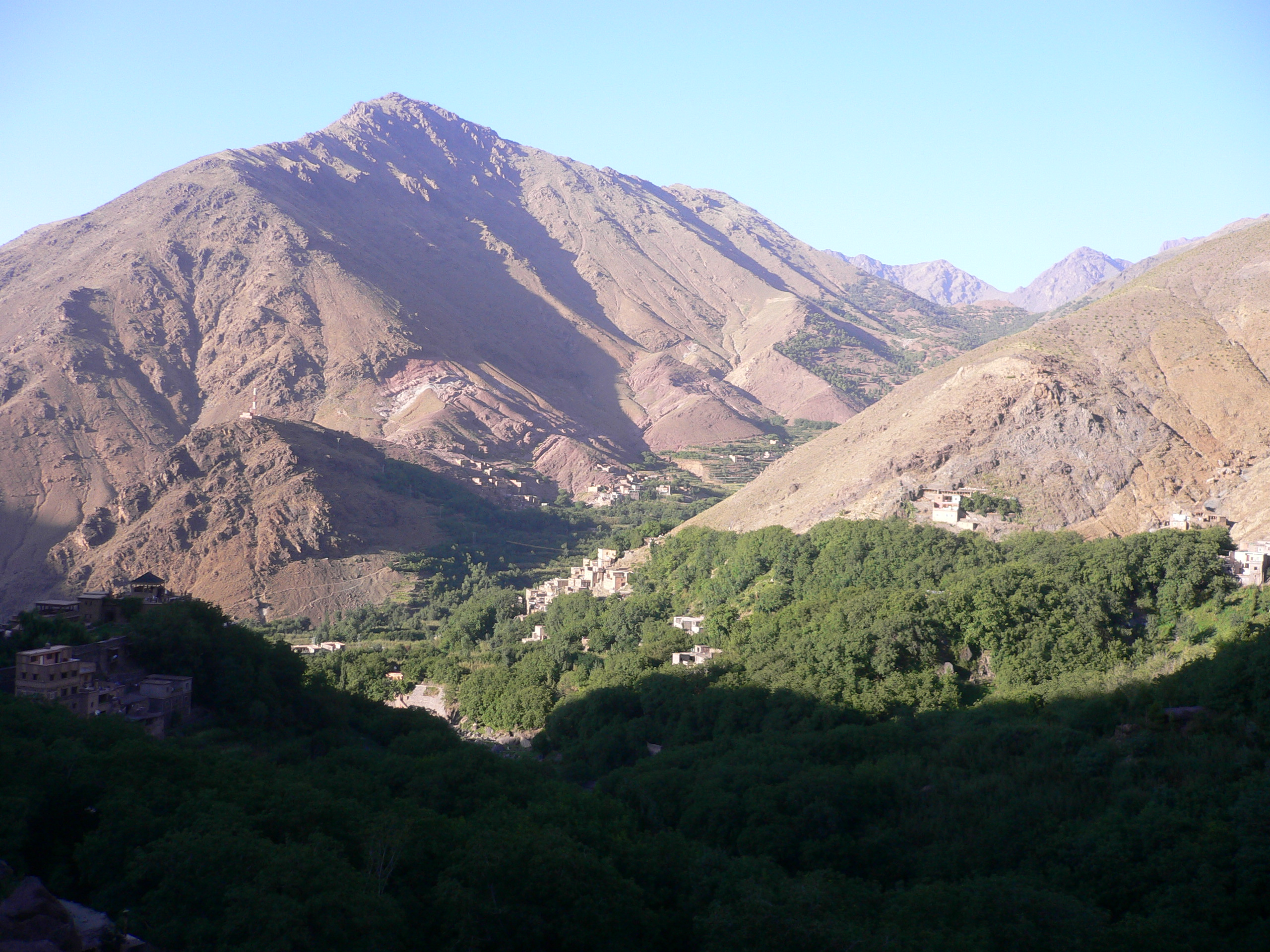
Villa de Imlil en el parque.

El parque nacional del Toubkal es un parque nacional de Marruecos que incluye una buena parte del Alto Atlas, con su cima más alta, el monte Toubkal (4167 m). Es el área del Atlas mejor explorada y más accesible. Es la parte que corresponde al Adrar n'Dern (montaña de montañas). Se sitúa en el Alto Atlas Occidental, entre los valles del N'Fiss, al oeste, y del Ourika, al este. Fue fundado durante el protectorado francés en 1942. Su extensión es de 100 000 ha, de las que 38 000 ha forman la zona central y 62 000 ha la zona periférica. Ubicado a los 31° 05′ 00″ de latitud Norte y a los 7° 50′ 00″ de longitud Oeste de Greenwich.
Esta zona ofrece las cimas más altas de África del Norte. Las principales son Tazaghart (3843 m) Ouanoukrim (4088 m), Toubkal (4167 m), Tichki (3753 m), el Azrou n Tamadot (3664 m), el Aksoual (3842 m), el Bou Iguenouane (3882 m) y Ineghmar (3892 m). Numerosos ríos nacen en la zona del parque, asegurando la irrigación de los valles bajos de la montaña. Los principales son, en el flanco septentrional el N´Fiss, el Rherhaya o Rhirhaia y el Ourika y en el flanco meridional el Souss.

## Clima
Tiene un clima particular de gran diversidad. Encontramos zonas bioclimáticas desde el semiárido medio hasta el bioclima de alta montaña, pasando por la humedad inferior de tipo fresco (según Emberger). La nieve juega un papel muy importante en este parque.

## Flora

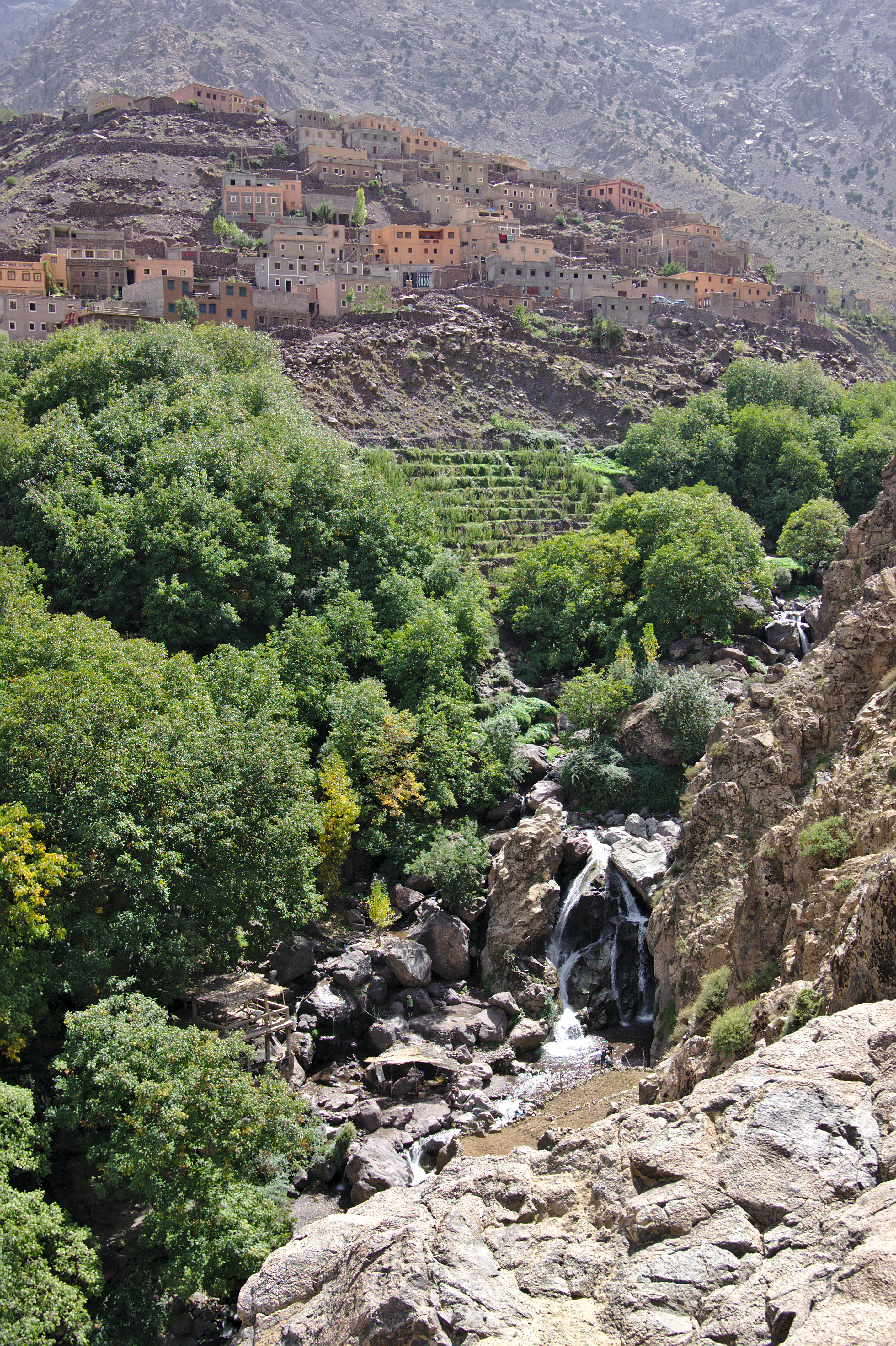
Cascada cerca en el Valle de Imlil.

La vegetación, de tipo altitudinal, ofrece todos los niveles definidos por la zona mediterránea a excepción del inframediterráneo que, en todo caso, se observa al norte del pie de montaña. Se puede constatar una sucesión de pisos de vegetación. Yendo de abajo arriba encontramos sabina negral (Juniperus phoenicea) y tuya (Tetraclinis articulata) en las zonas entre 1200 y 1500 m. Más arriba podemos encontrar encinas y a partir de los 2500 m la sabina albar Juniperus thurifera y pendejos Bupleurum spinosum y Alyssum spinosum).
Aparte de estos grandes ecosistemas, se encuentran pequeños grupos vegetales de gran interés en el plano biológico, biogeográfico y ecológico. Las asociaciones vegetales que colonizan las riberas de los ríos, por ejemplo, son muy ricas en plantas endémicas marroquíes y flores.

## Fauna

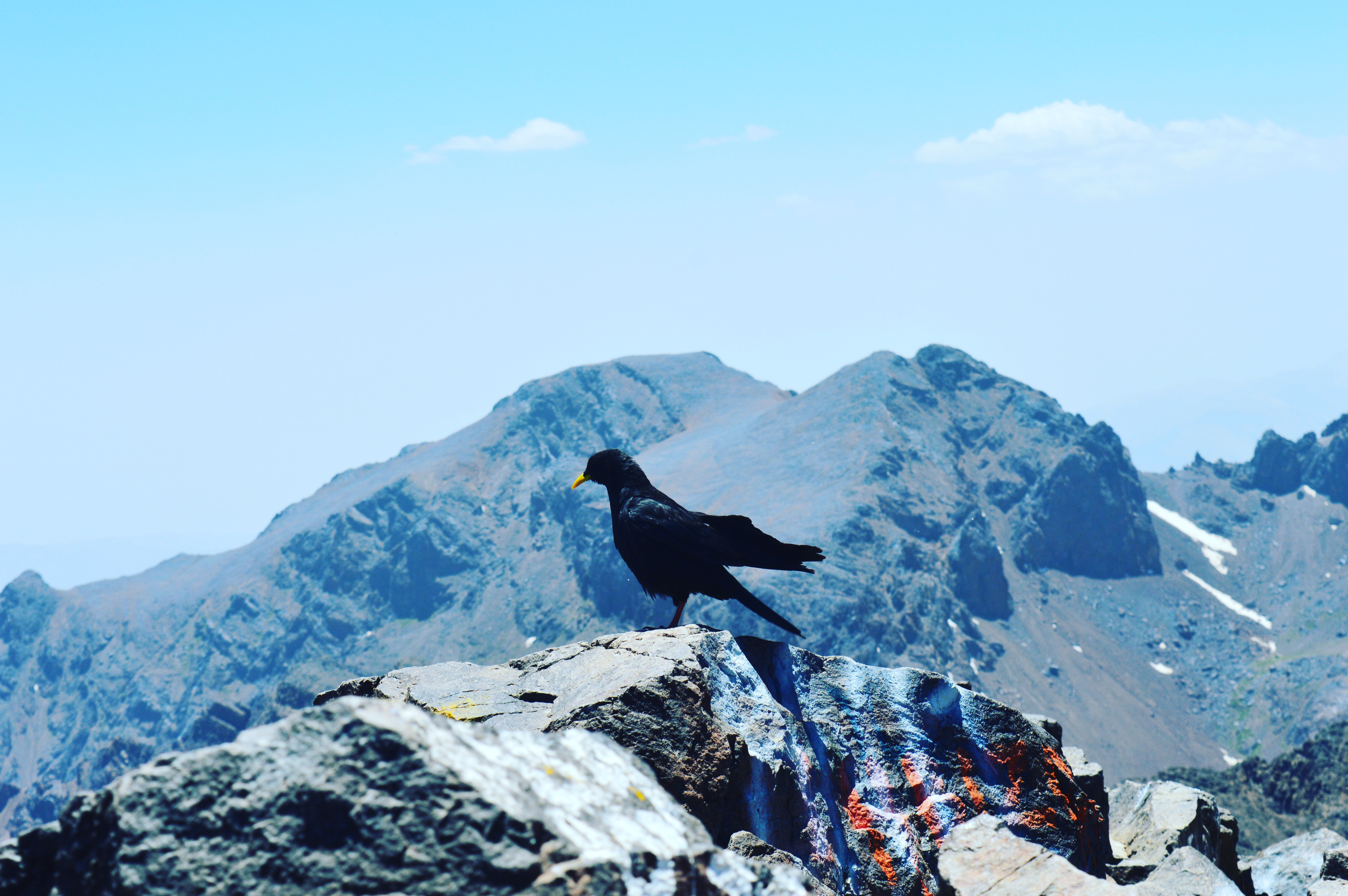
Chova piquigualda.

En el plano zoológico, el parque nacional del Toubkal se distingue sobre todo por la presencia del arruí o carnero de berbería (Ammotragus lervia) en la reserva de Takhekhort. Otros mamíferos que podemos encontrar en la zona son la nutria, el chacal, el zorro, el gato salvaje, la mangosta, la comadreja, el puercoespín o la gineta.
La avifauna nidificante es muy diversa. El parque alberga una centena de especies. Son muy abundantes la chova piquirroja (Pyrrhocorax pyrrhocorax) y la chova piquigualda (Pyrrhocorax graculus), algunas especies de gran importancia como el águila real, el águila de Bonelli y el quebrantahuesos (Gypaetus barbatus), etc.
Entre los reptiles podemos encontrar a la culebra lisa meridional (Coronella girondica) y algún tipo de lagarto, como  Lacerta andreanski.
Algunas especies tienen un gran valor ecológico, siendo casi endémicas de este lugar: la lagartija Psammodromus microdactyle y la culebra de Schokar (Psammophis schokari). El parque alberga al menos dos centenares de invertebrados, entre los que encontramos nueve tipos de mariposas endémicas.